# Иоанн Папин
Епископ Иоанн (Папин или Попин или Попынин или Попьян) — епископ Русской православной церкви, епископ Новгородский.

## Биография
Известно, что он был священником и имел семью. Овдовев, принял монашество. Предполагают, что во епископа Новгородского был избран из иноков Печерского монастыря. Он вступил в управление новгородской кафедрой с 1108 или 1110 года.
По позднейшим церковным преданиям, это был «пастырь кроткий и благочестивый, любил безмолвие, старался не вмешиваться в дела, которые мало касались его духовной власти». Владыка Иоанн много занимался строительством церквей и монастырей: в 1119 году им был основан храм великомученика Георгия в Юрьеве монастыре; в 1127 году — церковь в честь Иоанна Крестителя на Опоках, церковь на Петрятине дворе и другие.
В период его святительства совершилось чудесное принесение образа «Николы чюдотворца Мирликийскаго,… дска круглая» из Киева в Новгород по водам озера Ильменя и исцеление князя Мстислава.
Упоминает летописец и о крестном ходе владыки «по Загородской стороне».
В 1127 году во время страшного голода в Новгородской области епископ Иоанн истощил на нуждавшихся все свои средства.
В 1130 году, отказавшись от управления епархией, удалился на безмолвие в один из окрестных монастырей. Год кончины неизвестен. Когда скончался Иоанн, неизвестно, но его гробница, без сомнения, под сводами Святой Софии.
В перечне Новгородских архиереев, составленном в конце XV века и напечатанном в духовном вестнике 1862 году за месяц март, читаем: «Иван, поп Ян, седе 20 лет и отвержеся архиепископьи, сего же не поминают в молитвах».